# Vasco (Comic)
Vasco ist eine frankobelgische Historien-Comicserie, die von Gilles Chaillet getextet und gezeichnet wurde. Die Geschichten erschienen von 1980 bis 2019.

## Inhalt
Vasco Baglioni ist Neffe des Bankiers Tolomeo Tolomei aus Siena. Er unternimmt gefahrvolle Reisen im Europa des 14. Jahrhunderts. Er nimmt schwierige Aufträge an und begegnet auch zahlreichen historischen Figuren.

## Hintergrund
Gilles Chaillet war Autor und Zeichner der Serie bis Band 21. Für weitere Fünf Bände hatte er noch die Szenarios geschrieben. Band 22 bis 24 wurden von Frédéric Toublanc gezeichnet, danach war Dominique Rousseau der Zeichner. Ab Band 27 war Luc Révillon der Texter zusammen mit Chantal Chaillet, der Witwe des Erfinders.

## Veröffentlichung
Die Geschichten erschienen von 1980 bis 1992 im Magazin Tintin (Band 1 bis 11), die Alben wurden dann bei Le Lombard veröffentlicht. In Deutschland erschienen von 1987 bis 1989 fünf Bände bei Comicplus+. Ab 1997 erschien die Serie noch einmal in Hardcover bei Kult Editionen, die letzten acht Bände erschienen ab 2011 bei Finix Comics.

## Albenausgaben
- 1. Gold und Verderben (1983)
- 2. Ein teuflischer Plan (1984)
- 3. Kampf um Konstantinopel (1984)
- 4. Das Rätsel von Korama (1986)
- 5. Die Herren von Nürnberg (1987)
- 6. Schatten über Venedig (1987)
- 7. Der Teufel und der Katharer (1988)
- 8. Der Weg nach Montségur (1989)
- 9. Im heißen Ispahan (1990)
- 10. Die Hunde des Bâhrâm Ghör (1991)
- 11. Das verbotene Reich (1992)
- 12. Die Prinzen der roten Stadt (1993)
- 13. Beelzebubs Totengräber (1994)
- 14. Hexenkünste (1996)
- 15. Das Gespenst von Brügge (1997)
- 16. Memoiren (1998)
- 17. Die Bestie (1999)
- 18. Rienzo (2000)
- 19. Schatten der Vergangenheit (2001)
- 20. Der schwarze Doge (2003)
- 21. Der Clan der McDouglas (2005)
- 22. Die schwarze Dame (2007)
- 23. Der weiße Tod (2009)
- 24. Das verfluchte Dorf (2012)
- 25. Die Kinder des Vesuvs (2013)
- 26. Die verschüttete Stadt (2015)
- 27. Die Zitadelle im Sand (2016)
- 28. Der Maler (2017)
- 29. Lombardische Geschäfte (2018)
- 30. Das Gold des Eises (2019)